# Samnā Kolā
Samnā Kolā (persiska: سمنا كلا) är en ort i Iran.   Den ligger i provinsen Mazandaran, i den norra delen av landet, 160 km nordost om huvudstaden Teheran. Samnā Kolā ligger 3 meter över havet och antalet invånare är 208.
Terrängen runt Samnā Kolā är platt. Runt Samnā Kolā är det ganska tätbefolkat, med 96 invånare per kvadratkilometer. Närmaste större samhälle är Babol, 11,4 km väster om Samnā Kolā. Trakten runt Samnā Kolā består till största delen av jordbruksmark.